# Francesco Grosoli
Francesco Grosoli (...) è un imprenditore monegasco, amministratore delegato di CMB Monaco dal 2019.
Cavaliere dell'Ordine della Stella d'Italia e Ufficiale dell'Ordine di Saint-Charles, vive nel Principato di Monaco dal 1975.

## Biografia
Dopo la laurea in Economia e Commercio presso l'Università di Nizza, Francesco Grosoli iniziò la sua carriera presso la filiale monegasca di BSI - Banca della Svizzera Italiana nel 1989.
Nel 1997 Grosoli entrò a far parte della Republic National Bank di New York (poi HSBC), assumendo diversi incarichi fino a diventare responsabile del Private Banking.
Grosoli è poi entrato a far parte del gruppo Barclays come CEO di Barclays Monaco nel 2007.
Dal 2009 al 2019, Grosoli è stato membro del Consiglio di Amministrazione dell'Association Monégasque des Activités Financières.
Nel 2015 è diventato CEO di Wealth & Investment Management Europe e nel 2016 ha assunto il ruolo di CEO Private Bank EMEA.
Nel 2019 è stato nominato CEO di CMB Monaco, concentrandosi sul rinnovamento e sull'espansione della presenza internazionale della banca.
Nel 2021 è stato nominato membro del Conseil Économique, Social et Environnemental (CESE).
Grosoli è stato promosso al grado di Ufficiale dell'Ordine di Saint-Charles nel novembre 2021.

## Onorificenze
● Italia: Cavaliere dell'Ordine della Stella d'Italia (4 settembre 2014)
● Monaco: Ufficiale dell'Ordine di Saint-Charles (17 novembre 2021)